# Christian Friedrich Tieck
Christian Friedrich Tieck (Berlino, 1776 – 1851) è stato uno scultore tedesco.
Allievo di Johann Gottfried Schadow, dal 1798 al 1811 visse tra Parigi, Weimar, Italia e Monaco di Baviera. Nel 1819 tornò a Berlino, dove nel 1830 assunse la direzione del Pergamon Museum.